# Nga Matang Ubi
Nga Matang Ubi is een bestuurslaag in het regentschap Aceh Utara van de provincie Atjeh, Indonesië. Nga Matang Ubi telt 1613 inwoners (volkstelling 2010).